# Magnus Carlsen
Sven Magnus Øen Carlsen (født 30. november 1990 i Tønsberg, Norge) er en norsk skakspiller. Carlsen var verdensmester i skak fra 2013-2023, efter at have vundet titlen i november 2013 mod den forsvarende verdensmester Viswanathan Anand og efterfølgende at have forsvaret titlen tre gange, først over for Anand i november 2014, og dernæst i 2016 mod russiske Sergej Karjakin, hvorpå han slog amerikaneren Fabiano Caruana i 2018. I december 2021 forsvarede han VM-titlen mod russeren Ian Nepomniachtchi. Han forsvarede ikke sin titel ved VM i skak i 2023, hvorved Ding Liren fik muligheden for at slå Ian Nepomniachtchi og overtage titlen som verdensmester.
Som skakvidunderbarn blev Carlsen internationalt kendt i skakkredse, da han i januar 2004, som 13-årig, vandt C-gruppen i den hollandske Corus skakturnering i Wijk aan Zee, hvilket resulterede i en stormesternorm. Carlsen fik yderligere to stormesternormer i de følgende 3 måneder og blev stormester som den hidtil næstyngste nogensinde efter Sergej Karjakin, Ukraine, som blev stormester som 12-årig i 2002.
I 2006 blev Magnus Carlsen for første gang norsk mester, efter at have slået sin læremester, Simen Agdestein i en omkamp, hvor to almindelige partier endte remis, hvorefter der spilledes to partier hurtigskak, som Carlsen vandt 2-0.
Efter sit turneringsspil i efteråret 2009, blandt andet i Pearl Spring-turneringen i Nanjing, Tal Memorial i Moskva og London Chess Classic, overtog Carlsen pr. januar 2010 førstepladsen som verdens højest rangerede skakspiller på daværende tidspunkt. I januar 2013 slog Carlsen med en rating på 2861 Garry Kasparovs gamle rekord som den højest rangerede spiller nogensinde. 1. april samme år vandt han kandidatturneringen om retten til at møde den siddende verdensmester, Viswanathan Anand, som han besejrede i en match om VM-titlen i november 2013 i Chennai, Indien.
I juni 2014 vandt Magnus Carlsen også verdensmesterskaberne i lyn- og hurtigskak og blev således tredobbelt verdensmester.
Efter at Viswanathan Anand i foråret 2014 havde vundet kandidatturneringen mødtes Anand og Carlsen i en ny dyst om VM-titlen i den russiske sortehavsby Sochi, hvor Magnus Carlsen i november 2014 endnu en gang besejrede Anand og genvandt VM-titlen.
Dette gentog sig i 2015. I 2016 forsvarede han titlen mod Sergey Karjakin. I 2018 Fabiano Caruana, hvor de spillede remis i de 12 partier i klassisk skak, og det blev herefter afgjort med hurtigskak.
I foråret 2020 organiserede og vandt han den online skakturnering Magnus Carlsen Invitational, de blev afholdt under coronaviruspandemien.
Magnus Carlsen forsvarede igen sin VM-titel i 2021 mod Ian Nepomniachtchi.
Den 20. juli 2022, der var den deadline FIDE havde givet ham, annoncerede Carlsen, at han ikke ville forsvare sig verdensmestertitel mod Nepomniachtchi ved VM i skak 2023. Carlsen udtalte at han syntes det var sjovere at spille turneringer end mesterskaber, og at han ikke var motiveret til at forsvare sin titel. og at han stadig ville fortsætte med at spille professionel skak.

## Rating
I januar 2006 opnåede Carlsen en Elo-rating på 2625 i en alder af 15 år og 32 dage, hvilket gjorde ham til den hidtil yngste spiller til at opnå en rating på over 2600 (rekorden er senere blevet slået af Wesley So, Wei Yi og John M. Burke). I en alder af 16 år og 213 dage opnåede han i juli 2007 en rating på 2710, hvilket gjorde ham til den hidtil yngste spiller til at opnå en rating på over 2700 (rekorden er senere blevet slået af Wei Yi).
Efter at have vundet fjerde runde af Bilbao Masters d. 5. september 2008 blev Carlsen i en alder af 17 år og 280 dage den højst rangerede spiller på den uofficielle ELO's live ratings. Carlsens sejr i Nanjing Pearl 2009-turnering fik hans ELO-rating op på 2801, hvilket med en alder på 18 år og 336 dage gjorde ham til den hidtil yngste spiller til at komme op på en rating på over 2800 (rekorden er senere blevet slået af Alireza Firouzja). Den hidtil yngste spiller inden Carlsen var Vladimir Kramnik i en alder af 25 år, og frem til dette tidspunkt var det kun Kasparov, Topalov, Kramnik og Anand der havde opnået en rating på over 2800.
I januar 2010 havde FIDE rangeret Carlsen som den stærkeste spiller i verden med en rating på 2810. Dette betød at Carlsen i en alder af 19 år og 32 dage blev den yngste spiller nogensinde til at være den højest rangerede og samtidig også den første spiller fra en vestlig nation siden Bobby Fischer i 1971.
I marts havde Carlsen en ny højeste rating på 2813, hvilket kun Kasparov havde overgået på dette tidspunkt. I januar 2013 havde Carlsen en rating på 2861, hvilket overgik Kasparovs tidligere rekord på 2851 fra juli 1999. I mag opnåede han en ny ELO-rating rekord på 2882, med den højeste live rating på 2889 den 21. april 2014. I august 2019 matchede han igen sin toprating på 2882.
I september 2021 var Carlsen også rangeret den stærkeste spiller på FIDEs rapid rating list med en Elo rating på 2847, og nummer 2 på FIDE blitz rating list med en Elo rating på 2832.

## Privatliv
I 2016 identificerede Carlsen sig som socialdemokrat, og han følger hovedsageligt en vegetarisk diæt; hans to søstre er begge vegetarer.
Carlsen er stor fan af fodbold, og Real Madrid CF er hans favoritklub. I anerkendelse af, at han blev verdensmester i skak fik han lov til at lave æres-kick-off i La Liga mellem Real Madrid og Real Valladolid den 30. november 2013. Carlsen følger også Premier League og spiller fantasy football. I december 2019 nåede han førstepladsen i et Fantasy Premier League-spil foran syv millioner andre spillere, og han afsluttede sæsonen på en 10.-plads.
I april 2022 deltog Carlsen i Norske Pokermestskabs hovedturnering og sluttede som nummer 25 ud af 1050 spillere.